# 鮞状珪石および噴泉塔

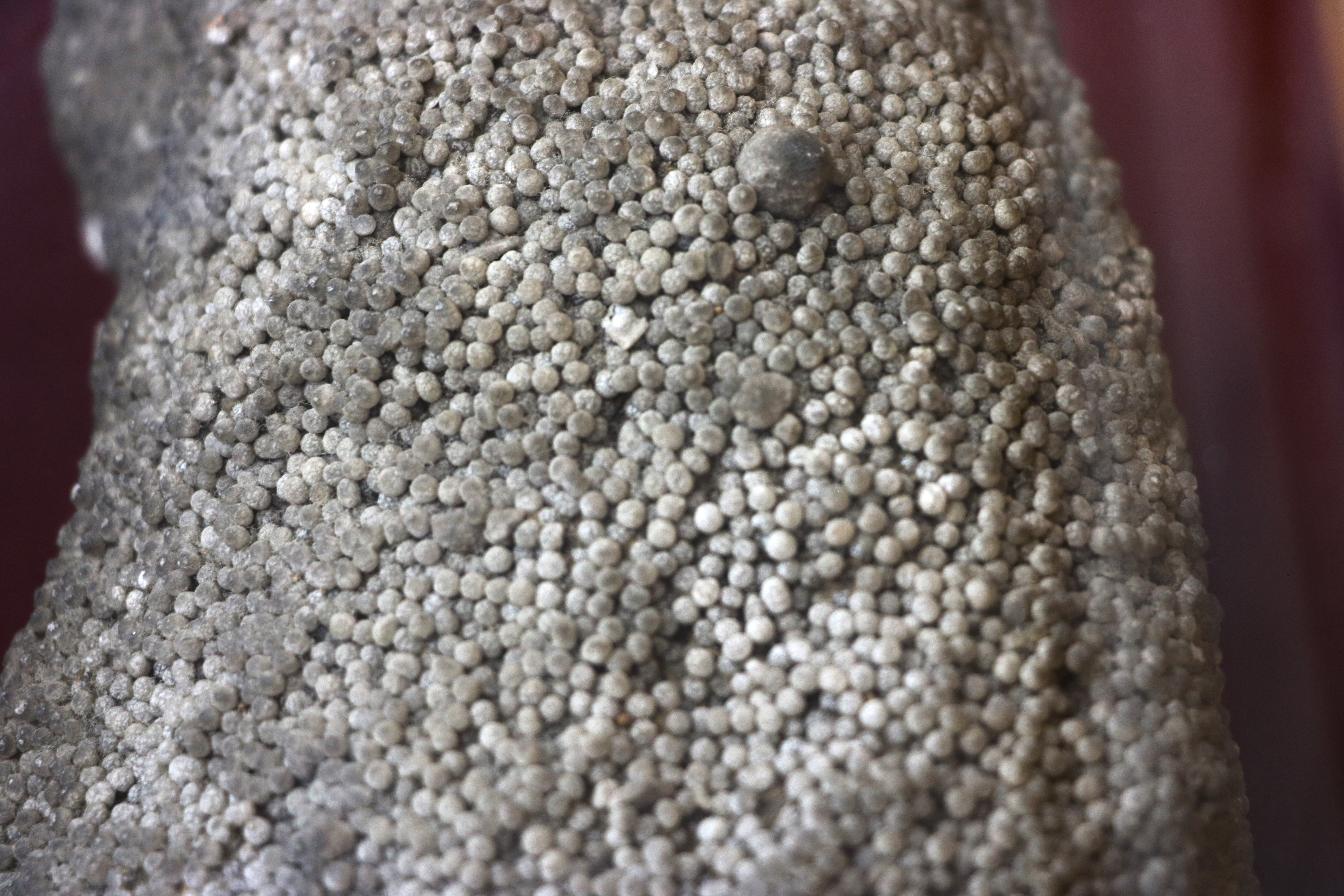
秋ノ宮産出の鮞状珪石（ブリコ石）。
湯沢市ジオスタ☆ゆざわ（湯沢市郷土学習資料展示施設）展示物。ここでの表記は「ぶりっこ石」。2022年9月7日撮影。

鮞状珪石および噴泉塔（じじょうけいせきおよびふんせんとう）とは、秋田県湯沢市（旧雄勝町）秋ノ宮字役内山外山居野にある、国の天然記念物に指定された、二酸化ケイ素（シリカ、SiO2・英: silica）から生成された魚卵状の温泉沈殿物（英: Hot-spring Deposits）と、珪華（湯の花の一種）が厚く堆積して造られた噴温丘（ふんとうきゅう、英: Sinter Cones）である。鮞状珪石（じじょうけいせき、英: Siliceous oolite、SiO2+nH2O）は酸化鉱物のひとつで、鮞状珪華（英: Oolitic silica）、魚卵状珪華（英: Oolitic Tufa）など様々な呼び名があり、温泉水に含まれるケイ酸質の非晶質温泉沈殿物であることから（英: Sirica Sinter、Dolitic Sinter）とも呼ぶ。これら温泉水中のシリカから生成される魚卵状の球状鉱物は、当地のものを含む他所産出の類似する鉱物との表面や断面の走査型電子顕微鏡による比較検証により、ほぼ同じ生成過程を経ていると考えられており、鉱物学的には蛋白石、すなわち天然のオパール（英: Opal）であるとされる。

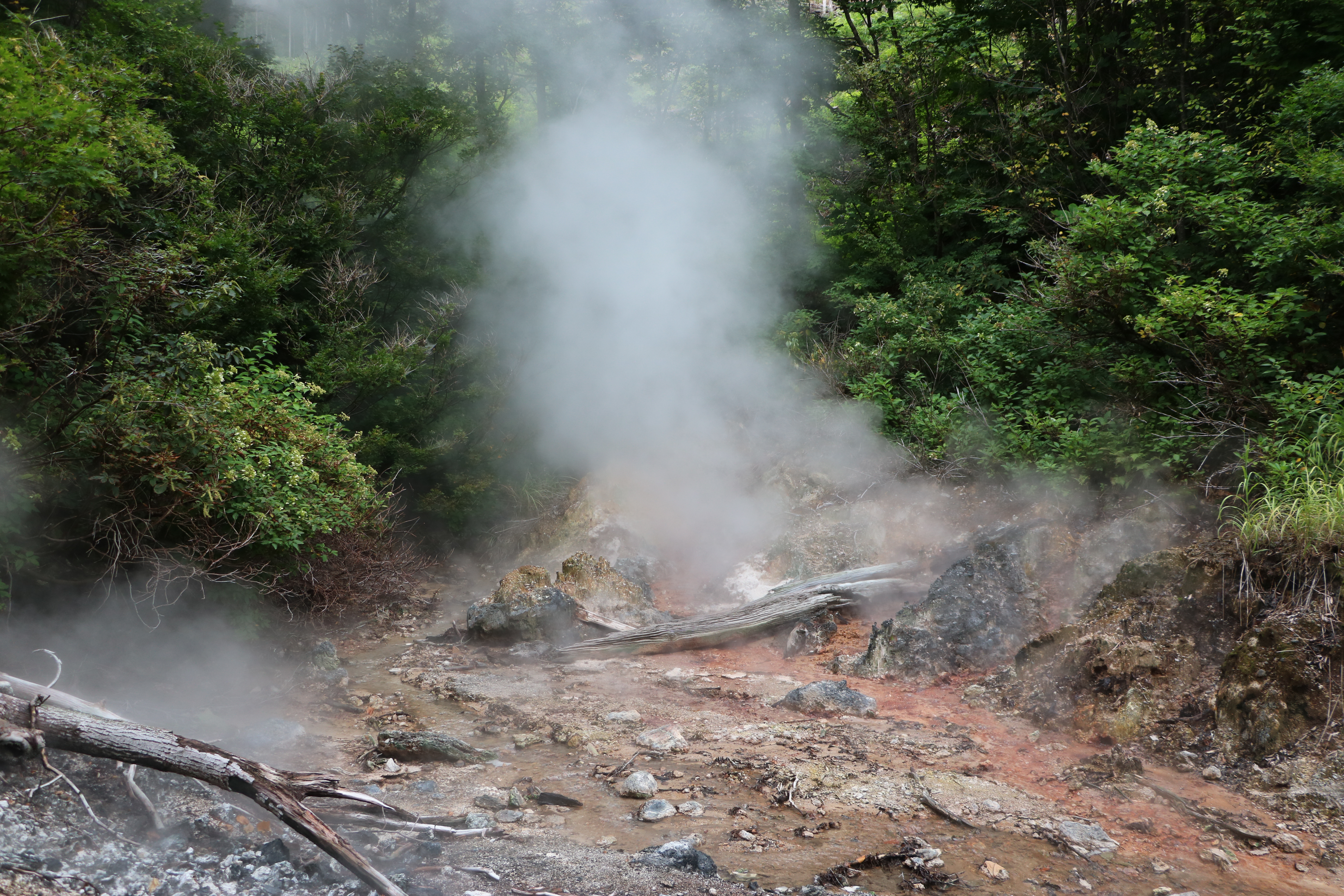
噴湯丘の東側に隣接する沸騰泉湧出口。2022年9月7日撮影。

指定名に含まれる鮞状珪石（じじょうけいせき）の「鮞」とは、魚の卵、すなわち魚卵の意味で、秋田県の県魚で冬の郷土料理としても知られるハタハタ （Arctoscopus japonicus、鰰、鱩、雷魚、燭魚、英語: Sailfin sandfish）の卵、秋田方言で言うブリコによく似ているため、秋ノ宮温泉周辺では古くよりブリコ石、ぶりっこ石などと呼ばれている。これは温泉沈殿物の一種であるが極めて珍しいもので、温泉水中の珪酸成分が水中で微小な石英や岩石片を核にして、直径 1.5 - 4mmほどの粒状の球体をしたもので、色はほとんどが白灰色である。これらが結合して数十cmの大きさの集合体を形成する。シリカを含む温泉沈殿物が周囲に堆積してできた噴湯丘とともに「鮞状珪石および噴泉塔」として1924年（大正13年）12月9日に国の天然記念物に指定された。なお、指定名称に含まれる「噴泉塔（ふんせんとう）」は当地の場合、正確には「噴温丘（ふんとうきゅう）」のことであるが詳細は後述する。
天然記念物に指定されたブリコ石は地表に現れたものはほとんど盗採されてしまい、今日では指定地を訪れても目にすることは出来ず、噴湯丘（噴泉塔）も原形が崩れているため、明確な形状を確認することは難しい。指定地には湯沢市教育委員会と湯沢ジオパークが設置した解説板と、「荒湯」と呼ばれる熱湯と蒸気の吹き出す温泉湧出口と地熱地帯があり、かつて鮞状珪石（ブリコ石）が生成されていた名残をとどめている。
当地秋ノ宮で産出した鮞状珪石（ブリコ石）の実物は、同じ湯沢市内の高松地区にあるジオスタ☆ゆざわ（湯沢市郷土学習資料展示施設）や、秋田市の秋田県立博物館、秋田大学附属鉱業博物館などに展示・収蔵されており、見学することが可能である。

## 解説

### ブリコ石と噴温丘
鮞状珪石および噴泉塔として国の天然記念物に指定されているのは、秋田県南東端に位置する秋ノ宮温泉郷東側山間部にある温泉沈殿物で覆われた山腹の一角である。周辺は秋田、岩手、宮城、山形の4県にまたがる栗駒国定公園の自然環境豊な一帯で、国道108号沿いの秋ノ宮温泉郷の廃校になった湯ノ岱小学校の裏から、 林道を東北東へ 1.2 km ほど分け入った標高約 540 m の、山居沢と呼ばれる小さな沢沿いに所在する。
周辺一帯は盛んな噴気活動を伴う自噴泉、噴湯丘といった様々な温泉現象が見られ、当該天然記念物も2012年（平成24年）に制定されたゆざわジオパークを構成する要素のひとつである。国の天然記念物に指定された「鮞状珪石および噴泉塔」は、国土地理院の発行する2万5千分1地形図（秋ノ宮図幅）中央付近の「荒湯」と記載された地図記号 「♨︎」のある西側、山居沢と呼ばれる小さな沢筋の右岸に位置しており、東西 1,000 ｍ、南北 800 ｍの範囲に温泉の湧出、噴気活動、石英脈、珪質温泉沈殿物（シリカシンター Sirica Sinter）が広がっている。この中で天然記念物の対象とされているのは温泉沈殿物のシリカシンターである。ここでのシリカシンターはその産状によって、層状シリカシンター、鮞状シリカシンター、繊維状シリカシンターの3つに区分され、このうち鮞状シリカシンターがいわゆるブリコ石である。これらのシリカシンターには植物仮像（木の葉石）が多数含まれており、一部のブリコ石には木の葉石が融合しているもの（右側に添付した秋田鉱業博物館展示の標本が木の葉石と結合したもの）も見られる。これは当地の温泉含有物の量が多く、白色から褐色の沈殿物となって析出され、これらが周辺に降り積もった落葉を固め生成されたもので、同様にブリコ石もこれら温泉沈殿物（シリカ）から析出されたものを供給源としていた。ただし、当地のブリコ石に関しては系統的に研究した報告が存在せず、生成された時代などの詳細は不明である。
荒湯は複数の蒸気孔や噴泉孔を持つ野湯で、絶え間なく高温の蒸気や温泉水を噴出する無色透明単純硫黄泉の強酸性熱水泉は、そのまま温泉の川となって流れ出し、ここから秋ノ宮温泉郷のひとつ稲住温泉まで引湯されている。湧出温度は 96.0 ℃ と非常に高温であり、湧出口一帯は地熱により高温を帯びているが、国の天然記念物に指定された「鮞状珪石および噴泉塔」は、ここから 30 m ほど西側の一段高くなった温泉沈殿物由来の丘の上に所在する。天然記念物に指定された範囲は面積 1.44 ha（ヘクタール）、うち 0.78 haは湯沢営林署管轄の国有林で、残りは当地一帯の山林を所有する稲住温泉を営む押切家である。
かつて温泉の湧出とともにブリコ石を生成していた温泉沈殿物の丘の上は、今日では水気すらなくコナラなどの落葉広葉樹に覆われており温泉の湧出は見られない。木の葉石を含む珪華は丘の上の南北 50 m 程の範囲に見られるが、地表面に露出していたブリコ石は盗掘により持ち出され、今日ではほとんど見つけることが出来なくなっている。
珪華を主とする温泉沈殿物で出来たこの丘は、発見当時（後述）には珪華の厚さが平均で 2-3 m あり、最大で 7 m に達していたという。ブリコ石はこの珪華の層が複数重なった隙間にあり、珪華層に挟まれたブリコ石で出来た層が3枚（層）形成されている。3層のうち上段のブリコ石の層は白色もしくは灰色で厚さ 10 cm 、中層は赤色で厚さ18 cm、 下層は白色もしくは灰色で厚さは 12 cm で、ブリコ石が最も多く分布しているのは噴湯丘の北側である。
このような魚卵状のブリコ石の集合体が堆積し、同じく層状になった珪華温泉沈殿物とともに山腹の一部を覆って段丘のようになっており、この丘状の地形は秋田大学の大橋良一 (地質学者)によって「噴湯丘」の名前が付けられた。しかし、天然記念物の指定名称には「噴湯丘」ではなく「噴泉塔」として告示されている。同じ温泉現象ではあるものの、噴湯丘（ふんとうきゅう）と噴泉塔（ふんせんとう）とは別の物で、指定名に含まれる噴泉塔とは、尖った形状をした文字通り「塔状」の温泉沈殿物である。
上記は当天然記念物の文化庁の国指定文化財等データベースでの解説であるが、ここでは「…硅華ハ鮞状硅石ト共ニ噴泉塔ヲ形成シ…　…傾斜甚緩ナル円錐形ヲ成シ…　…最大ナルハ長徑二十米短徑十米最小ナルハ三米トス」とあり、噴泉塔とあるものの、その形状を円錐形、規模は長径 20 m 短径 10 m 、最小のものでも 3 m とあり、噴泉塔として解説されているものの、このような形状や規模は「噴湯丘」を示している。その一方で、同様に温泉沈殿物として国の天然記念物（特別）に指定されている白骨温泉の噴湯丘と球状石灰石（長野県松本市）では「噴湯丘」の用語が使用されているが、2021年（令和3年）に松本市教育委員会が作成した『特別天然記念物白骨温泉の噴湯丘と球状石灰石保存活用計画』の中でも、かつては噴湯丘と噴泉塔を明確に区別せず使用していたことが指摘されており、天然記念物に指定された大正年間には、これらの温泉沈殿物に対する用語が統一されていなかったことが分かる。
また、かつては珪華が堆積した頂部に7個の噴湯孔が存在していたといい、これらが集合して1つの大きな噴湯丘を形成していたが、今日では僅かな噴湯孔が見られるのみである。

### 徳眼上人と小僧のブリコ石伝承

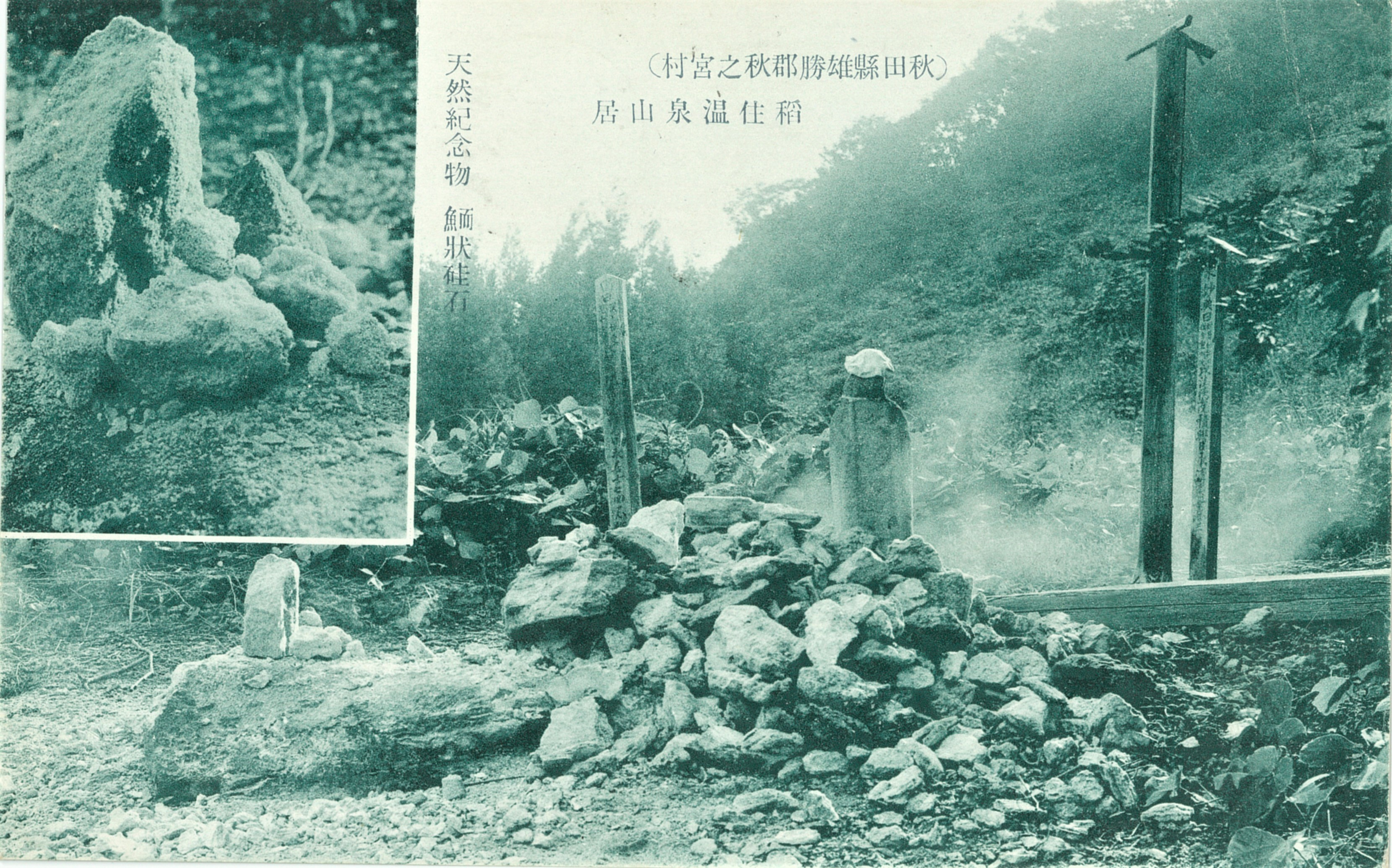
昭和初期に発行された鮞状珪石の絵葉書。わずかながら当時は噴気活動があった様子が分かる。

鮞状珪石および噴泉塔の所在する秋ノ宮地区には、ブリコ石にまつわる次のような伝承が残されている。約400数十年前の江戸時代の初期、仙台藩領石巻（現、宮城県石巻市）から僧侶である徳眼上人が1人の小僧（見習いの僧）を連れ、ここ秋ノ宮にある湯ノ岱温泉へ保養に訪れた。湯ノ岱の浴場の開設は元禄年間であるという。徳眼上人はこの地を気に入り周囲を開拓して永住の地と定め寺院を建立「天高山祥雲寺」と号した。秋ノ宮の村人たちは徳眼上人を「山居さん」と呼ぶようになり、ここからこの付近の小字は今日でも山居野と呼ばれている。
とある年、この寺に山伏に扮した泥棒が入った。泥棒が寺の中を物色していると、異変に気付いた徳眼上人に姿を見られたため、泥棒は上人に危害を加えようとしたが、臆さず立ち向かった上人は泥棒に「石になれ」と一喝し、数珠と如意棒を投げつけた。その時の数珠が珪石（ブリコ石）に化けたという。また、泥棒が寺院に火を点けたため上人は殺されてしまい、焼け残った寺院にあった粟や稗が上人の怨念によって、珪石（ブリコ石）に化けたともいう。泥棒から逃げた小僧が身を隠して助かった井戸の痕跡が、噴湯丘や噴泉塔で別名「小僧くぐり穴」とも呼ばれていたという。稲住温泉の裏手にある山神神社に祀られている魚の形をした石碑は、上人に連れられて訪れた人里離れた秋ノ宮に、その後も居住することになった小僧が、海の魚に思いをはせ、自然石に魚形を刻んだものであると伝えられている。
この伝承から秋ノ宮の村人らはブリコ石の産出する一帯を霊場として崇め、ブリコ石を採掘してこの場所から持ち出すと山が荒れると信じて恐れるようになり、当地への出入りを固く禁じ、村の古老たちはこの掟を守り通していたという。

### バンザー技師による発見と天然記念物指定の経緯

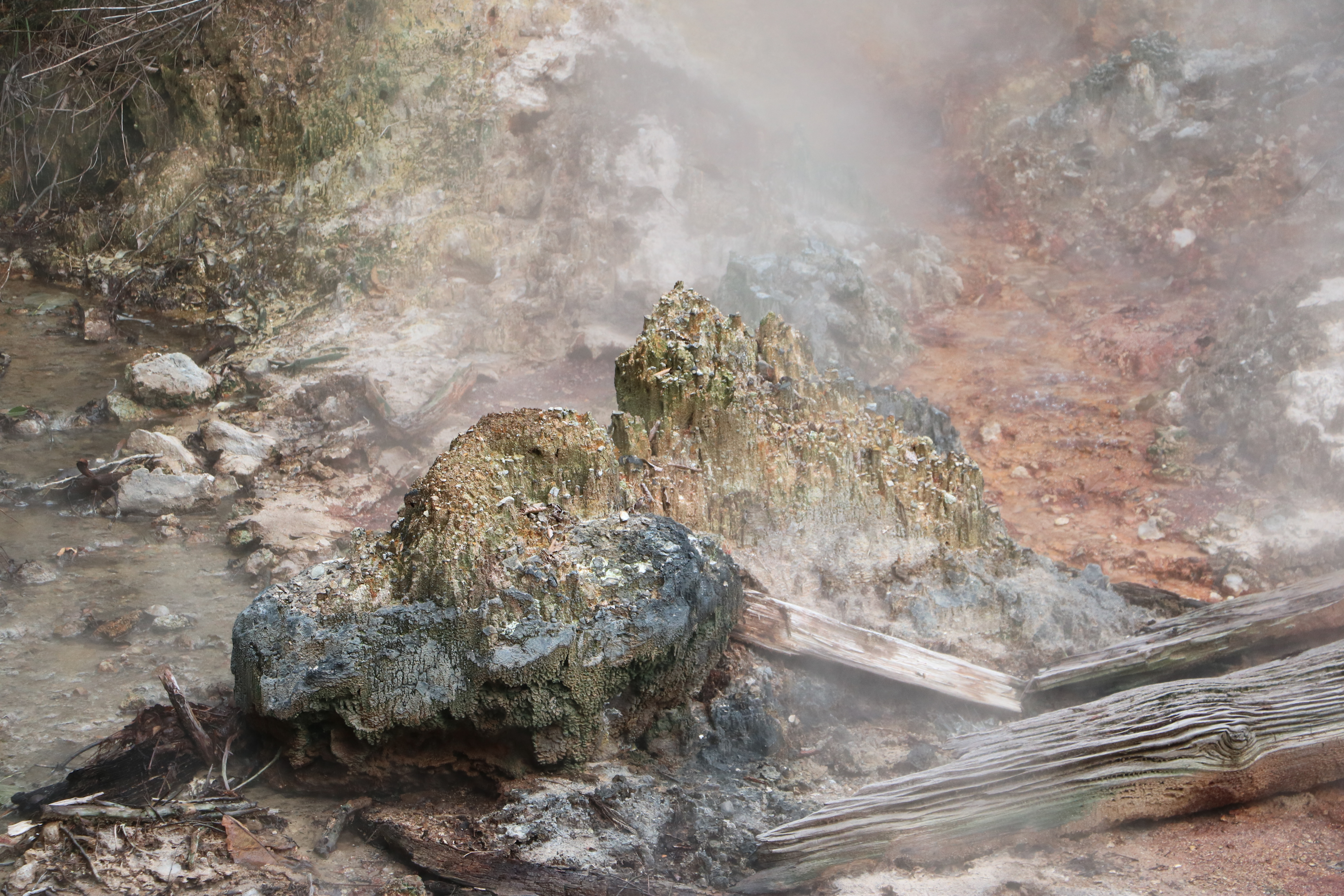
噴湯丘の東側に隣接する今日の沸騰泉湧出口。泥を多く含む。
2022年9月7日撮影。

前節で解説した伝承もあり、鮞状珪石（ブリコ石）の存在は秋ノ宮地区以外でほとんど知られることはなかった。鮞状珪石（ブリコ石）が他所に知られるようになったのは、秋ノ宮地区にほど近い院内銀山の技師として明治時代にドイツから招かれたバンザー（Christian Bansa 生没年不詳）技師による発見と報告によるものである。
バンザーはいわゆるお雇い外国人のひとりで、当時、東洋一と謳われた古河鉱業が操業する院内銀山へ鉱山技師として招かれ、当地に長期間在住していた。バンザーは院内銀山専用の水力発電所（現、樺山発電所。秋ノ宮温泉郷から下流の役内川右岸に所在する。）を建設する準備にあたり、水路の落差状況や建設資材調達のため1894年（明治27年）に、稲住温泉の当時の経営者であった押切栄吉の案内により一帯の国有林を踏査中、ブリコ石のある噴湯丘を発見し報告書に記載したという。
その後、この報告内容を知った東京大学工学部の内藤傳蔵博士によりバンザーの報告書を元に現地調査が行われ、その結果をもって、1922年（大正11年）12月19日に秋田県告示第484号に「鮞状珪石及噴湯丘」の名称で仮指定され、約2年後の1924年（大正13年）12月9日に内務省告示第777号によって「鮞状珪石及噴泉塔」の名称で国の天然記念物に指定された。ここでも仮指定時には噴湯丘とされていた表記が、本指定時には表記が噴泉塔に変わっており、これらの用語が当時は曖昧であったことがわかる。

### 盗採による荒廃

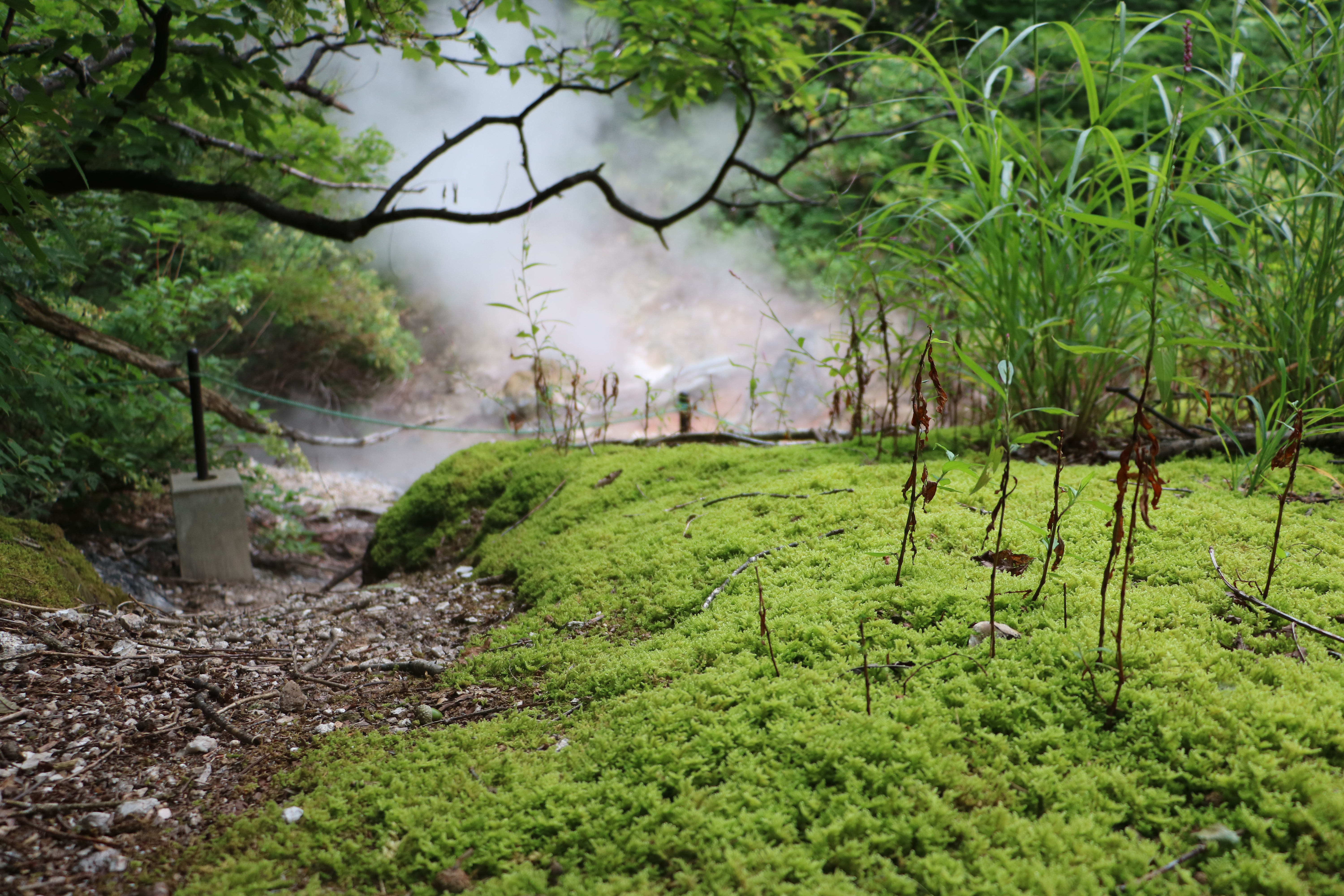
噴湯丘側の高台より隣接する今日の沸騰泉湧出口方向を望む。
2022年9月7日撮影。

天然記念物に指定されたことにより、当地のブリコ石は広く一般に知られることになり、その弊害として心無い人によりブリコ石の盗採、持ち出しがはじまった。指定地の国有林を管理する湯沢営林署によれば、文化財に対する認識や理解不足から、盗掘は天然記念物に指定された大正年間には確認されていたといい、1956年（昭和31年）当時の秋田県の小田島文化財係長は、むしろ文化財として指定しないほうが、そのものを守ることとなり、文化財を活用するという文化財保護行政と全く相反すると述べている。
地元の新聞もブリコ石盗採の記事を複数回にわたり報じており、そのひとつ秋田魁新報では1959年（昭和34年）5月13日付の夕刊で、鮞状珪石と噴泉塔の現状について報じており、管理する湯沢営林署（現、東北森林管理局秋田森林管理署湯沢支所）により噴湯丘の周囲に柵を巡らし、訪問者の目に付くよう立札を立て、ブリコ石を持ち帰らないように促しているが一向に効き目がなく、地元、秋ノ宮山居沢地区の住民の話として「私たちは噴湯孔のそばにお地蔵さんをたて、この記念物をおまつりしているのに、観光のお客さんはリュックサックでブリコ石を運んだりするんです。」と嘆いている。
その後も盗採は続き、特に1965年（昭和40年）頃から酷くなり、湯沢営林署では1日1回監視員を派遣して盗採防止に目を光らせたというが、地表面に現れていた 直径 30 cm から 40 cm の大きなブリコ石はほとんど持ち去られてしまったという。管理する湯沢営林署の対応が不完全だと非難する声もあったが、これに対し営林署は1983年（昭和58年）に取材に応じ、管理に甘さがあったことは認めつつも、文化財管理の予算がゼロに等しく、その都度予算要求するがなかなか認めてもらえない。近年では訪れる人も少なくなり、巡視は数カ月に1度ぐらいであるが、今年度（1983年）は6万円の予算で標柱を設置したが、引き続き柵や掲示板も早期に改修したいとしている。同年11月には新たな盗採禁止の標柱を立て、有刺鉄線を巡らせた柵が新設された。保護を訴え続けた地元の雄勝町教育委員会（当時）も、これを機会に監視員を派遣して保護につとめたいと述べている。

### 温泉沈殿物堆積層と温泉湧出口の現状

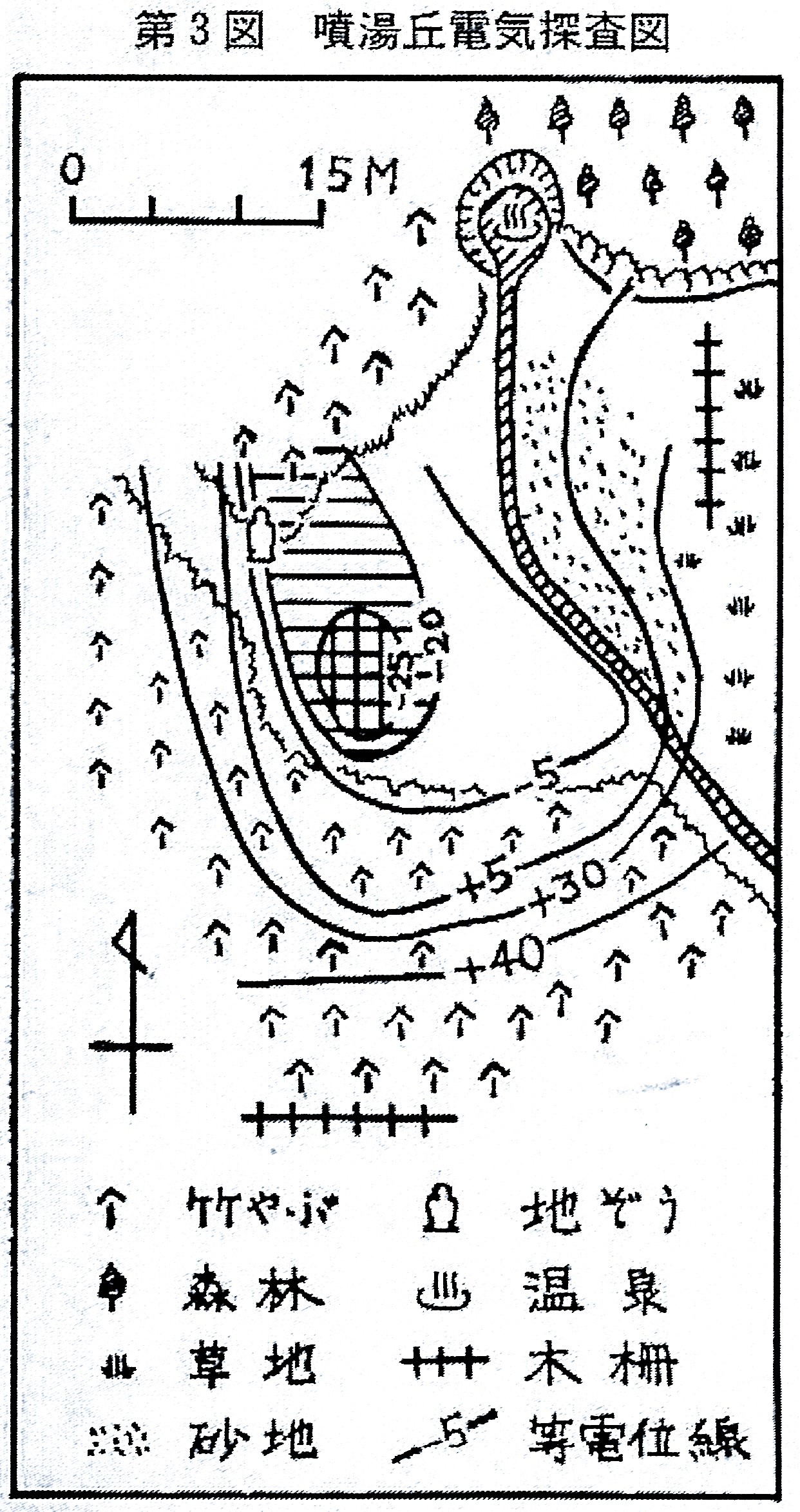
近藤による指定地のスケッチ。負電位の中心部がブリコ石密度の高い場所。右上の温泉マークが今日の沸騰泉湧出口。

指定地では地表に現れていたほとんどのブリコ石は姿を消してしまったが、天然記念物に指定されたエリアの地中には、ブリコ石を含む温泉沈殿物がまだ埋蔵されていると考えられ、秋田大学教授で理学博士の近藤忠三により噴湯丘一帯の詳細な電気探査調査が1955年頃（昭和30年頃）に行われている。この調査は自然電位の正電位（プラス値）と負異常位（マイナス値）の比較によって行われ、噴湯丘の南側の木の葉石が産出する場所では正電位を示し、噴湯丘北側の地中にブリコ石が分布すると想定される場所にのみ負異常位が見られたという。負異常位のエリアは地蔵尊の東側に約10 m の幅で南北方向へ帯状に分布し、地蔵尊の南側へ約 10 m の地点に電位降下最大値の  9.2 mV/ m2 の負の中心部が確認された。
これらの数値から、この場所こそが、かつてブリコ石が生成されていた温泉湧出口を示しており、かつ、今もなお潜在的に源泉が存在することを示している。ブリコ石を作った温泉は温泉の池を成していたと考えられ、高温の温泉水の中で生成されたが、今日では負の中心部付近の地下約 1 m 内には全く水が存在せず、地表面の温度は付近の湧出泉の沸騰点と同じ 97.5 ℃ から 97.70 ℃ であった。
今日の温泉湧出口は、この負の中心部より北北東へ約 30 m に位置し、山側から流れ落ちる冷水を沸騰させ泡立たせている熱水噴出孔であるが、ここでの新たな珪華の生成は完全に停止しており、小規模な泥火山や泥水泉英: Mudpot）があるのみである。珪華の生成が停止したのは、加熱水蒸気の量と圧力の減少、冷水混入や周辺の植生の変化、土石流による地形の急変も考えられている。
湯沢市南部の一帯は鮞状珪石および噴泉塔を含め、川原毛大湯滝、川原毛地獄、小安峡大噴湯といった顕著な温泉現象が見られる場所であり、ゆざわジオパークとして2012年（平成24年）9月に日本ジオパーク委員会の認定を受けており、鮞状珪石および噴泉塔の周辺にも新たな案内板や解説版が設置された。ゆざわジオパークでは指定地から少し離れた同市高松地区にある廃校を利用した施設、ジオスタ☆ゆざわ（湯沢市郷土学習資料展示施設）で秋ノ宮産出のブリコ石を展示公開している

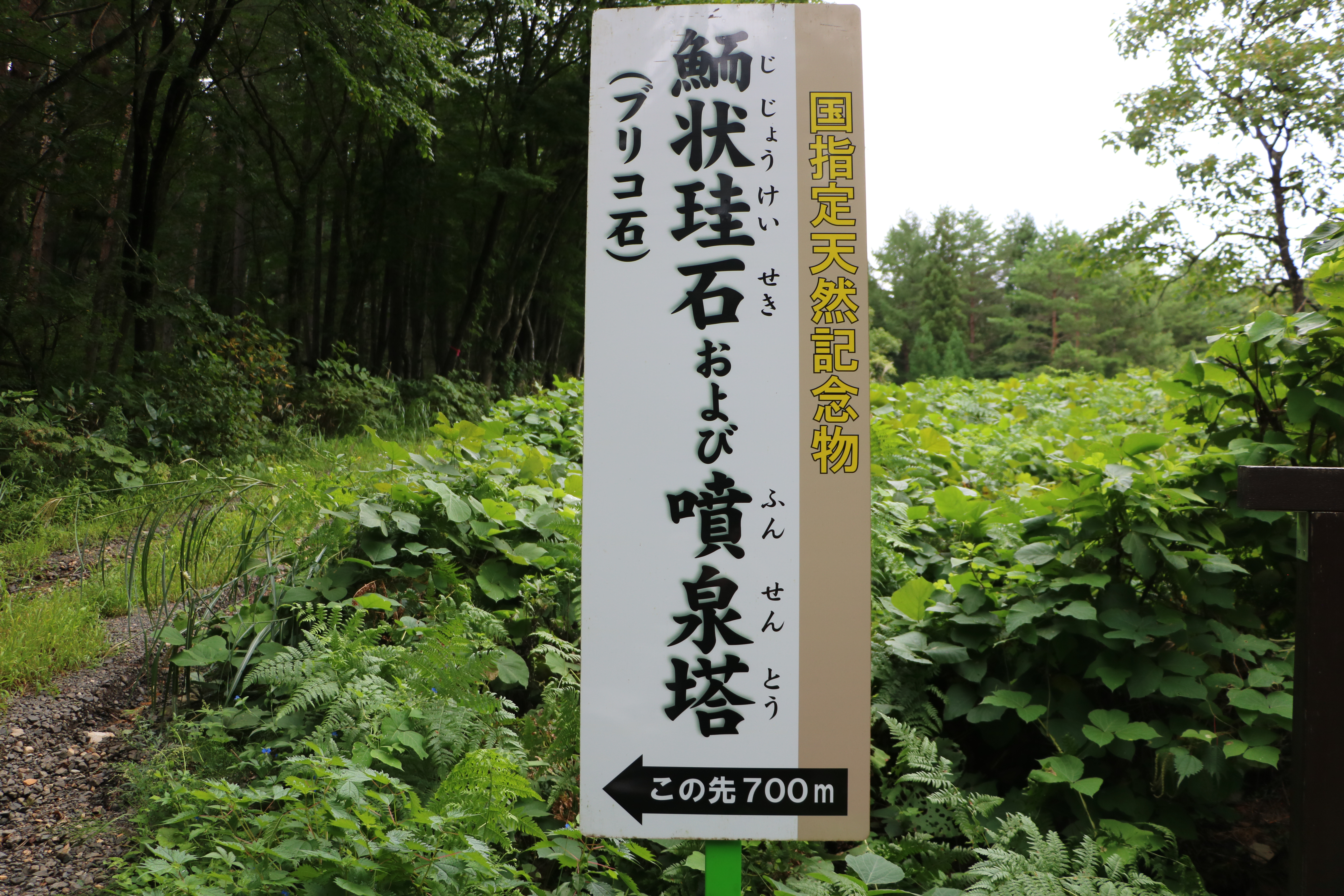
稲住温泉より林道を登った場所にある、ブリコ石入口の表示板。2022年9月7日撮影。
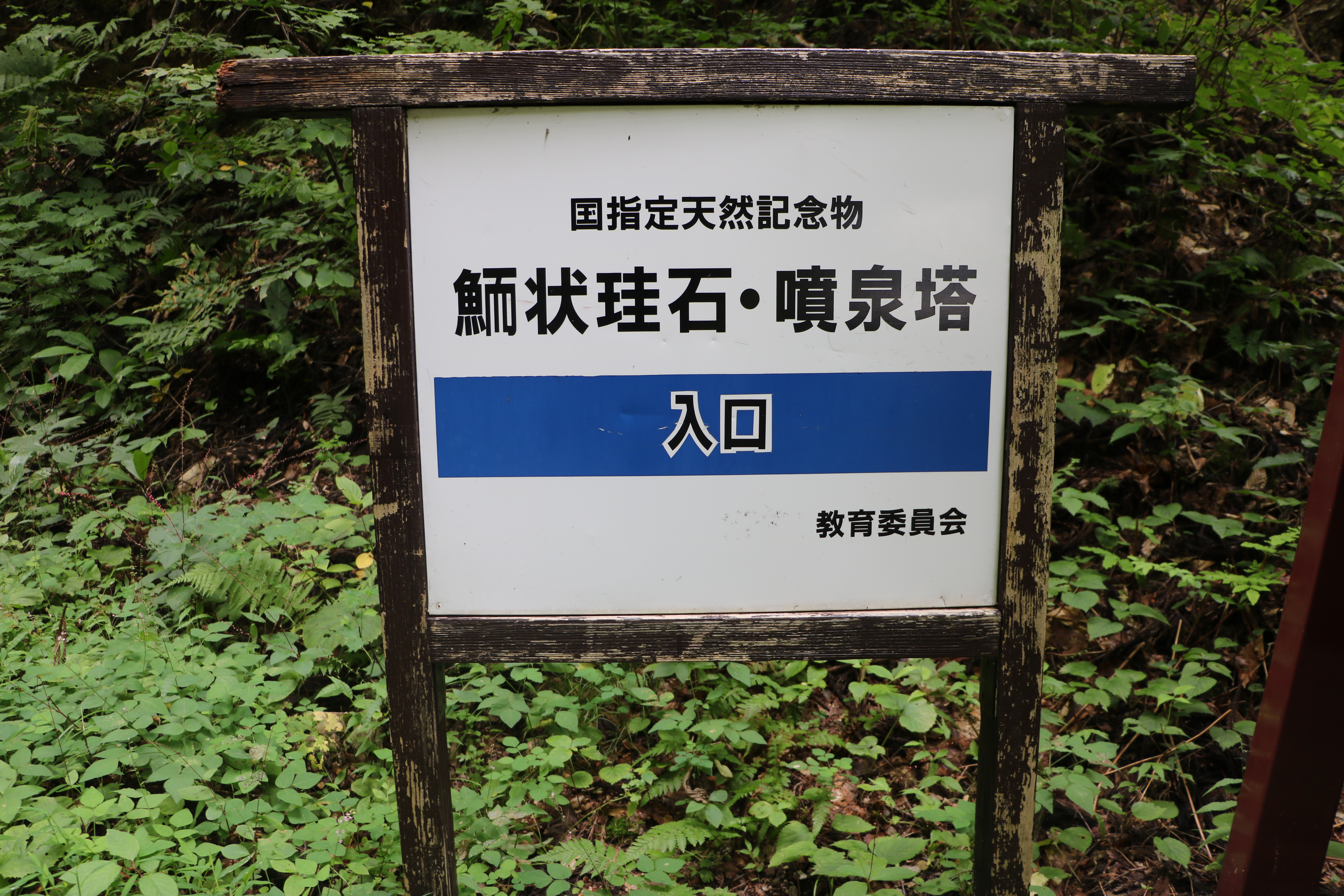
左記入口より約 700 m 登った山中にある案内表示。2022年9月7日撮影。
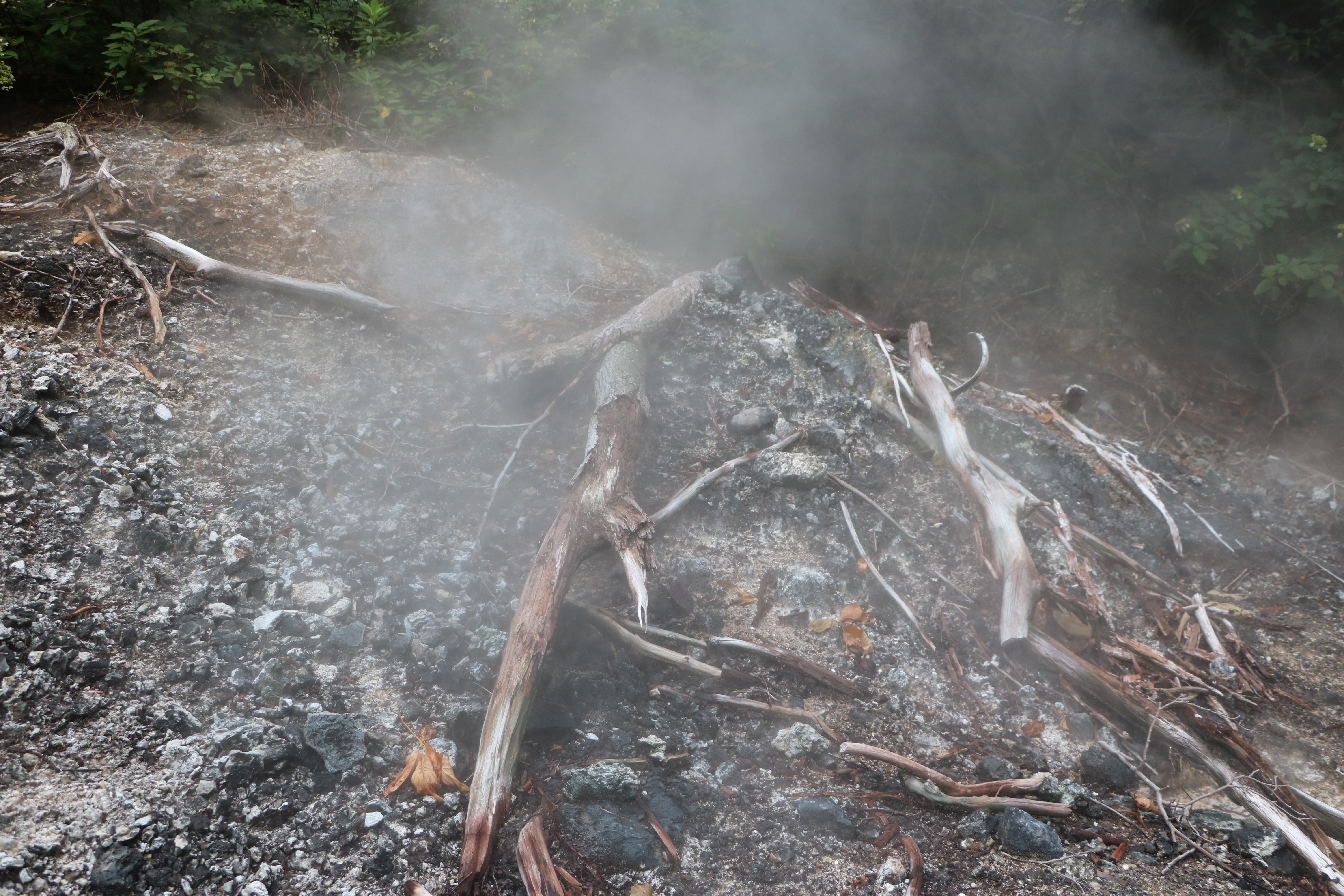
今日の沸騰泉湧出口周辺は、地熱により倒木が炭化しはじめている。2022年9月7日撮影。
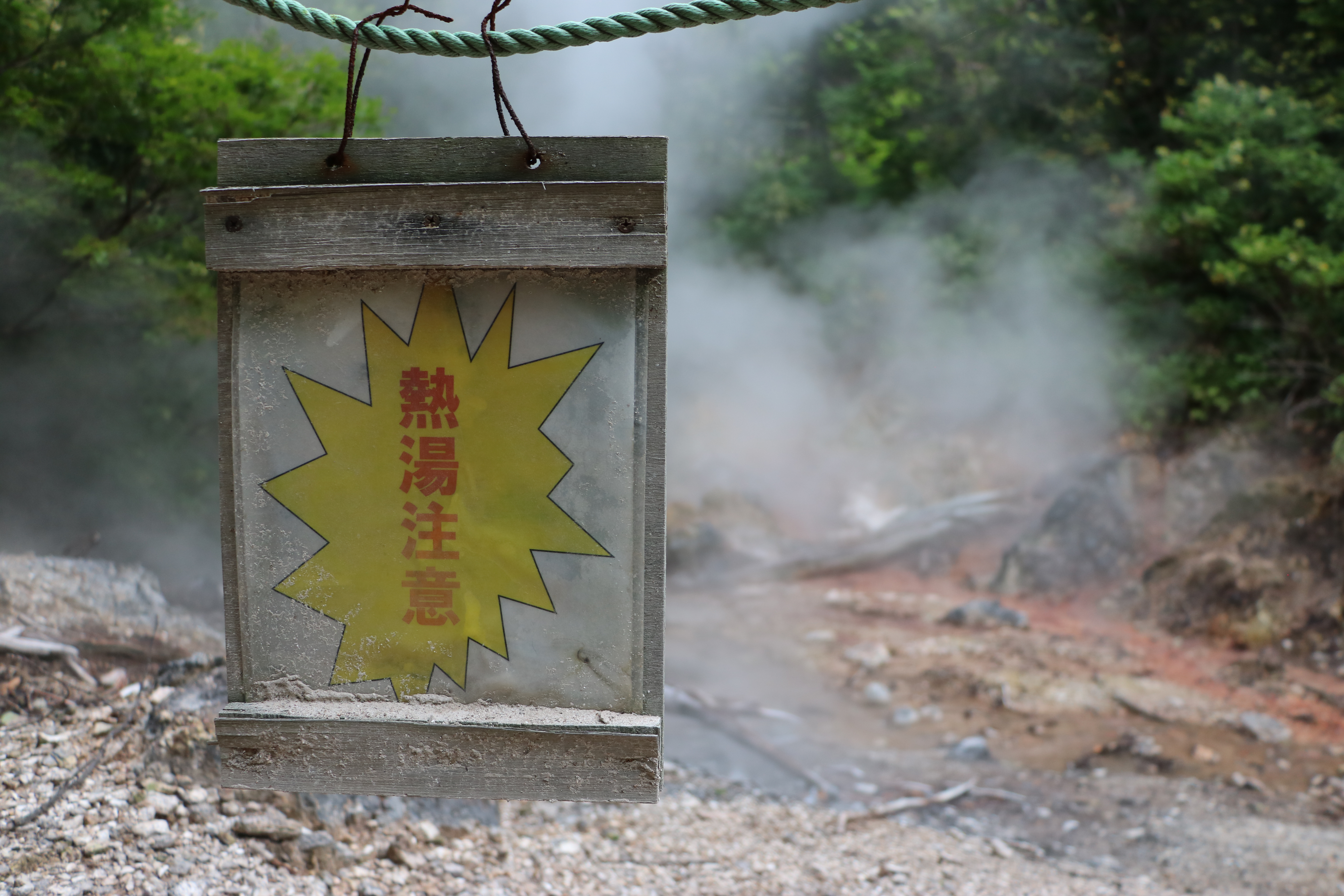
今日の沸騰泉湧出口にある、熱湯を注意する警告表示。2022年9月7日撮影。

## 交通アクセス
所在地
- 秋田県湯沢市役内秋ノ宮小字山居野。

交通
- JR奥羽本線横堀駅が最寄り駅であるが、秋ノ宮温泉郷への羽後交通路線バスは2011年（平成23年）に廃止。奥羽本線湯沢駅より乗り合いタクシー利用。秋ノ宮温泉下車、徒歩にて片道約60分。
- 東北中央自動車道（湯沢横手道路）雄勝こまちインターチェンジより国道108号経由、約16キロメートル、車で約30分。
  - ただし冬季は積雪のため見学不能[20]。